# Pęczyny
Pęczyny est une localité polonaise de la gmina de Wilczyce, située dans le powiat de Sandomierz en voïvodie de Sainte-Croix.